# Ilača
Ilača je naselje u sastavu općine Tovarnik u Vukovarsko-srijemskoj županiji. U naselju trenutačno živi 659 stanovnika.
Nakon Domovinskog rata selo se uglavnom obnovilo. Ilačka djeca školuju se u osmogodišnjoj osnovnoj školi koja je u selu, a potom odlaze u srednju školu u Vinkovce, Vukovar ili pak neki drugi grad. Autobusne veze s gradom su i dalje slabe. U selu postoje i dvije crkve - župna crkva Sv. Jakova i marijansko svetište Gospe "na Vodici", čije štovanje je odobrio biskup Strossmayer. Za istaknuti je svakako i godišnja proslava svetkovine Velike Gospe, koja u Ilači svake godine okupi desetak tisuća vjernika iz Hrvatske i inozemstva. 
U Ilači se svake godine od tradicionalnih manifestacija održava Smotra tradicijskih glazbala. Ilača se također ponosi i djelovanjem KUD-a "Matija Gubec", u kojemu većinu članova čini ilačka mladež. KUD je svake godine sudionik Vinkovačkih jeseni i brojnih drugih kulturnih događaja. U naselju je i crkveni pjevački zbor te zbor mladih, a kulturnu baštinu svojom pjesmom čuva i muška pjevačka skupina.

## Stanovništvo
| broj stanovnika | 727   | 1028  | 1039  | 1181  | 1324  | 1373  | 1317  | 1510  | 1349  | 1554  | 1691  | 1327  | 1167  | 1239  | 1009  | 859   | 682   |
|                 | 1857. | 1869. | 1880. | 1890. | 1900. | 1910. | 1921. | 1931. | 1948. | 1953. | 1961. | 1971. | 1981. | 1991. | 2001. | 2011. | 2021. |

## Šport
- NK Sremac Ilača
- Teniski klub Ilača

## Poznate osobe
- Živan Kuveždić, političar
- Lorena Balić, nogometašica ŽNK Osijeka, najbolji strijelac 1. HNLŽ